# Бои за Джабалию
Бои за Джабалию или бои за Джебалию — бои в лагере Джабалия, которые начались 8 ноября 2023 года в разгар наземной операции в секторе Газа и закончились в январе 2024 года.

## Хронология и жертвы

### 8 ноября
8 ноября боевая группа ЦАХАЛа вела 10-часовые бои в западной Джабалии, в ходе которых захватила оружие и обнажила шахты туннелей. Бригады Аль-Кудс открыли минометный огонь по израильским силам, действующим в этом районе.

### 18 ноября
Представитель ЦАХАЛа контр-адмирал Даниэль Хагари заявил, что израильские силы расширили операции по зачистке на дополнительные кварталы в городе Газа, когда 162-я дивизия ЦАХАЛа начала действовать на окраине Джабалии. Представитель ЦАХАЛа сообщил, что северная бригада ХАМАСа имеет центр командования и контроля и важные опорные пункты в Джабалии.

### 19 ноября
Бригада ЦАХАЛа Нахаль двинулась из лагеря беженцев Аль-Шати в сторону города Джабалия для поддержки наступательных операций в этом районе.

### 20 ноября
Израиль заявил, что его силы окружили Джабалию в ночь с 20 на 21 ноября, когда боевики атаковали линии наступления Израиля.

### 21 ноября
ЦАХАЛ сообщил, что израильские ВВС и артиллерия обстреляли район Джабалия к северу от города Газа, чтобы «подготовить» поле боя. Армия обороны Израиля также приказала жителям эвакуироваться из Джабалии.

### 5 декабря
Командующий Южным командованием ЦАХАЛ заявил, что ЦАХАЛ действовал в «ядре» Джабалии.

### 6 декабря
В ЦАХАЛе заявили, что их бригада Нахаль борется с террористами в Джабалии.

### 7 декабря
460-я бригада ЦАХАЛа совершила рейд на аванпост батальона Хамаса «Центральная Джабалия» в районе Аль-Бисан в Джабалии. Кроме того, израильские силы уничтожили несколько боевиков и обнаружили сеть подземных туннелей, учебный комплекс и склад оружия недалеко от поста батальона ХАМАС.

### 9 декабря
Израильские силы совершили рейд на ряд зданий в Джабалии, где находились боевики ХАМАС и оружие, и продвинулись к бассейну Аль-Шейх Радван к юго-западу от города Джабалия. Кроме того, израильские силы вызвали удар беспилотника для поддержки своих манёвров в городе.

### 11 декабря
Министр обороны Израиля Йоав Галлант заявил, что батальон ХАМАСа Джабалия «находится на грани расформирования». Израильские силы захватили военную инфраструктуру ХАМАС в Джабалии, включая предприятия по производству взрывчатых веществ, учебные центры и тайники с оружием.

### 19 декабря
ЦАХАЛ сообщил, что полностью «демонтировал» три батальона ХАМАС, действовавшие в Джабалии. Около 500 предполагаемых боевиков сдались израильским силам в лагере беженцев Джабалия, некоторые из которых принадлежат к ХАМАСУ и Палестинскому исламскому джихаду. Армейское радио Израиля сообщило, что ЦАХАЛ вёл «тяжелые бои» в Джабалии против террористов в течение более двух недель, в результате чего погибло более 1000 террористов. Бригадный генерал ЦАХАЛа Ицик Коэн заявил, что боевые действия в Джабалии «привели к демонтажу военного потенциала» бригады Хамаса в Северной Газе. По оценкам ЦАХАЛа, в районе Джабалии осталось лишь несколько террористов.